# Musée du Judaïsme marocain
Le Musée du Judaïsme Marocain a été ouvert en 1997. Il est considéré comme le premier musée de la ville de Casablanca, et le seul musée juif dans le monde arabe.

## Localisation
Le musée se trouve à Casablanca , dans le quartier de l'Oasis, au 81 de la rue Chasseur-Jules-Gros.

## Historique
Le musée a ouvert en 1997 , quatre ans après la création de la Fondation du patrimoine culturel judéo-marocain . Il a été mis en place par Simon Lévy , président fondateur de la Fondation, qui en assurait la gestion et, depuis 2000, sa conservatrice est Zhor Rehihil.
À la suite du décès de Simon Lévy, à la fin de 2011, Jacques Toledano a pris sa relève en tant que président exécutif du musée (tout comme de la Fondation).
Fermé un temps en raison d'une importante rénovation, il a rouvert le 11 avril 2013 en présence de nombreuses personnalités, dont les ministres marocains Mohamed Nabil Benabdallah (Habitat, Urbanisme et Politique de la ville) et Mohamed Amine Sbihi (Culture), et l'ambassadeur des États-Unis Samuel Kaplan.

## Une exception
Aucun autre musée consacré au judaïsme n'existe en Afrique du Nord, au Moyen-Orient ou dans le monde arabe,.

## Collections
Le chanteur d'opéra David Serero offre une partie de sa collection d'art Judaica Marocain au musée en 2019. Il s'agit de la plus grande donation jamais offerte à un musée marocain,.

## Informations pratiques
|                 | Du lundi au vendredi | Dimanche  | Tarifs / visites par personne |
| --------------- | -------------------- | --------- | ----------------------------- |
| Horaire d'hiver | 10h à 17h            | 11h à 16h | 50 DHS par personne           |
| Horaire d'été   | 10h à 18h            | 11h à 16h | 50 DHS par personne           |

Tous les mercredis, entrée gratuite pour :
• Les élèves des écoles primaires, collèges et Lycées ;
• Les étudiants de toutes les universités et écoles d’enseignement supérieur .